# Комсомолец Калмыкии (сухогруз)
«Комсомолец Калмыкии» — советский сухогруз типа «Пятидесятилетие Комсомола», построенный в Ленинграде на судостроительном заводе имени «А. А. Жданова» (сегодня «Северная верфь»). Входил в состав флота Азовского морского пароходства в г. Жданов, зарегистрирован в международном морском регистре под № IMO 7235044 KOMSOMOLETS KALMYKII, совершал заграничные рейсы (Франция, Испания, Италия).

## История

### Последняя погрузка
Сухогруз прибыл в Кальяри 21 декабря 1974 года пришвартовавшись в порту, на западный мол. Экипаж состоял из 36 моряков, 5 из которых были женщины. Если часть груза — каустическая сода в металлических бочках — находился около мостового крана, то другая его часть — прутковая сталь — была на подходе на другом сухогрузе из г. Генуя. Погрузка завершилась 30 декабря, груз был размещён следующим образом: 1735 тонн каустической соды погрузили в трюм и 4939 тонн прутковой стали поместили в твиндеки.

### Крушение
Накануне новогодней ночи 31 декабря 1974 года во второй половине дня сухогруз «Комсомолец Калмыкии», сняв причал в итальянском порту Кальяри (о. Сардиния), несмотря на шторм 6 баллов покинул акваторию курсом на Керчь, и уже через два часа судно вышло из-за прикрывавшего его с северо-востока мыса Карбонара (итал. Capo Carbonara), где лёг на борт из-за смещения груза прутковой стали.

### Спасательная операция
B 14 часов 45 минут судно, имевшее крен 12 градусов на правый борт, подало сигнал бедствия SOS. Половина спасательных средств оказались полузатопленными, с трудом экипаж сумел сбросить на воду одну шлюпку. Многие прыгали в море просто так, поскольку судно начало тонуть. В течение 40 минут до момента перемещения груза «Комсомолец Калмыкии» скрылся под волнами с его капитаном.
Радиолокатор порта Кальяри зарегистрировал SOS, но спасательный персонал интерпретировал это, как новогоднее поздравление, и не предпринял никаких действий.

Около 18 часов, когда стемнело, девяти морякам на полуразбитой шлюпке удалось добраться до скалистого берега мыса Карбонара, один из них поднялся наверх к маяку, весь израненный о скалы и кактусы, он был встречен вооруженными автоматами людьми. Кое-как объяснившись со смотрителем и охраной, последние наконец поняли, что произошло и направили телефонограмму в Кальяри. Благодаря силе и мужеству этого моряка из Кальяри вышла спасательная экспедиция.
Страдания оказавшихся в холодной воде моряков растянулись ещё на два с половиной часа до прибытия на место буксир «Вигоре». В госпитале, куда доставили и живых, и мёртвых, дали заключение, что несколько человек погибили уже на спасательном буксире от асфиксии.

### Список погибших
- Сычёв Николай (капитан)
- Маршаун Валерий (четвёртый помощник капитана)
- Гурман Виктор (матрос)
- Груздев Виталий (электрик)
- Махно Николай (моторист)
- Матвеев Иван (начальник рации)
- Бакалейский Станислав (моторист)
- Букало Анатолий (токарь)
- Бунина Людмила (буфетчица)

### Поиски и обнаружение
Советский теплоход «Ромны», первым из азовских судов пришедший к месту трагедии, присоединился к итальянской поисковой операции, чтобы уточнить координаты утонувшего «Комсомольца Калмыкии». Поиск продолжался в девяти милях от мыса Карбонара, между островками Серпентара и Каволи (итал. isole di Serpentara e Cavoli), но судно не обнаружили.
В 2008 году профессиональный дайвер Стефано Мазала (итал. Stefano Masala) из г. Куарту Сантелена (итал. Quartu Sant'Elena), обнаружил утонувшее судно «Комсомолец Калмыкии», лежащее на правом борту на глубине 118 метров, недалеко от берега мыса Карбонара, где сегодня находится морской заповедник (итал. Area Marina Protetta di Capo Carbonara).

### Расследование трагедии
В первое время ответственность за крушение была возложена полностью на капитана Николая Ивановича Сычёва и его экипаж за выход в море в нетрезвом состоянии. В дальнейшем выяснилось, что присутствие алкоголя в организме моряков, было последствием того, что при их спасении у них было сильное переохлаждение. При подъёме на борт буксира «Вигоре» им давали по несколько глотков виски.
По заявлениям пострадавших моряков выяснилось, что слишком быстро велась погрузка в последние сутки, очень мало времени было, чтобы проверить надёжность крепления груза, особенно прутковой стали, поскольку как из пароходства, так и из самой Москвы были получены радиограммы об обязательном выходе в море 31 декабря. В результате судно вышло из порта с креном 6 градусов.
В 1980 году, прокуратура г. Кальяри завершила долгое судебное расследование трагедии, обвинив командира порта капитана Бруно Сассу в халатности, которая заключалась в несвоевременной и затянувшейся на долгие часы операции по спасению моряков, некомпетентности самого капитана порта, который вместо быстроходных катеров спасения с медицинскими работниками на борту, направил на место трагедии буксир «Вигоре», скорость хода которого значительного ниже и без медицинских работников.